# 梁小萍
梁小萍 （页面存档备份，存于）（1959年—），又名梁修萍，笔名高美子，澳大利亚著名华裔书法家、艺术家、诗人、学者，被称为中国文化艺术在澳洲的先锋人物，是首位在澳大利亚联邦国会大厦举行诗联书法个人展览（暨庆祝其从艺50年）的艺术家。其自撰自书对联书法作品《虹》被新南威尔士议会大厦收藏并悬挂在该议会大厦，是首帧被该议会永久收藏的亚洲书法艺术作品。其自撰自书《奥林匹亚回文史诗书法艺术塔形系列》被选为送给2008年北京奥运的澳洲国礼，现藏于中国体育博物馆 。

## 简历
梁小萍，1959年生于中国广州。五岁开始学习书法，十五岁时，与中国著名老书法家麦华三同时受聘于番禺师范学院，教授草书。后教授建筑绘图和高等数学。1987年侨居澳大利亚悉尼，创立澳大利亚书法协会和澳大利亚新南威尔士大学中国书法必修课程，现为澳大利亚书法协会创会主席、澳大利亚书法学院院长。曾应邀在美国史丹福大学、澳大利亚新南威尔士大学美术学院等大学任教。

## 主要艺文活动

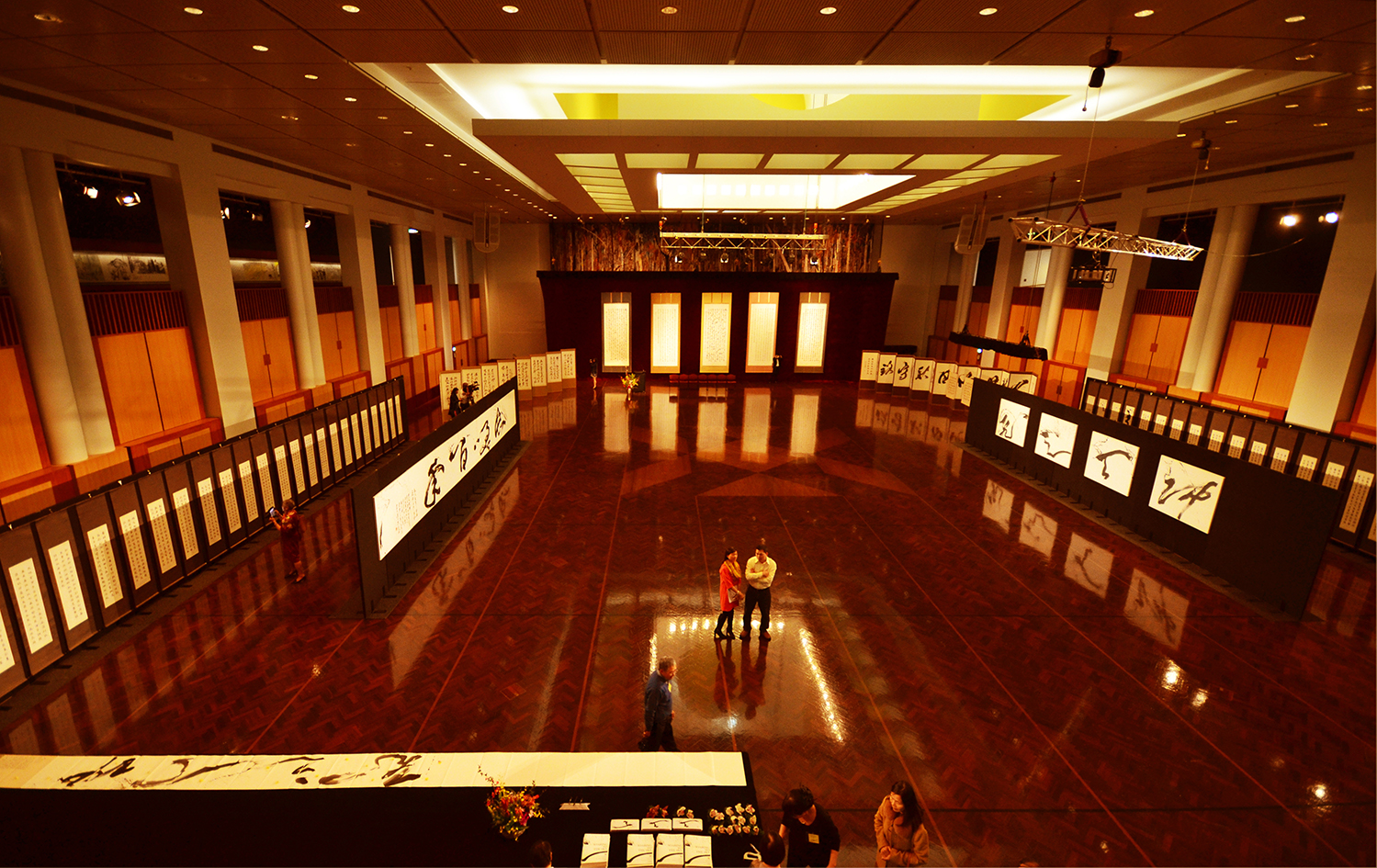
澳大利亚国会大厦诗联书法展览“梁小萍——冲天之飞”

- 2014年9月，澳大利亚联邦国会大厦首个中国诗联书法展览“梁小萍——冲天之飞”。澳大利亚联邦议员、前联邦律政部长卢铎主礼。澳洲总理托尼·阿博特代表和澳洲艺术部部长George Brandis代表，以及中国驻澳大使马朝旭代表出席并致辞。展品包括八大系列：《冲天之飞》、《心经》、《历史长廊》、《奥运史诗》、《天雨宝华》、《诗书奇趣》、《生命情怀》、《长笑百年》、《春回秋转》。

澳洲悉尼大学中国研究中心执行委员会主席Hans Hendrischke教授在开幕典礼上，主持新书《梁小萍千字文》发布仪式。
- 2014年10月，“梁小萍·诗与书法 艺术与演绎—春回秋转书法艺术展览” 诗联书法国际巡回展览。中国驻悉尼总领事李华新主礼。澳大利亚悉尼车士活 The Concourse, Civic Pavilion[12]

- 2012年12月，“墨醉天涯——香江之旅书法展览”。澳洲驻香港总领事Paul Tighe、前立法局议员黄钱其濂等出席了出席并致辞。香港大会堂低座展览厅[10]

- 2011年，悉尼音乐学院（英语：Sydney Conservatorium of Music）藏品——梁小萍巨幅自撰回文对联作品《云山共色》揭幕仪式。悉尼大学校长Michael Spence、悉尼音乐学院院长Kim Walker（英语：Kim Walker）教授等学术界人士出席揭幕。[13][14]

- 2010年4月，“线条旋律——梁小萍书法艺术大观个人展览”。悉尼音乐学院和悉尼大学孔子学院联合主办。悉尼音乐学院[15]

- 2008年4月，奥运国礼转赠仪式。镌刻着《梁小萍奥林匹亚回文史诗系列书法艺术》的十六件1.5公吨矩形钢座，作为澳大利亚人民献给2008年北京奥运礼物，在北京中国奥委会总部，由国家体育总局局长、中国奥委会主席刘鹏、澳大利亚奥委会主席约翰·科茨、作者梁小萍，以及澳大利亚总理陆克文代表澳大利亚驻华公使傅关汉进行礼物交接并致辞。礼物作品包括两个部分——梁小萍自撰自书14字回文对联现代书法作品《奥林匹亚回文史诗I》和梁小萍自撰自书384字回文长联传统书法《奥林匹亚回文史诗II》。出席转赠仪式的包括中国奥委会代表团、澳大利亚奥委会代表团和澳大利亚晋京送礼代表团。[16][17]该作品由中国体育博物馆永久珍藏[7]。

- 2008年7月，“澳大利亚献给北京奥运国礼纸本原作——《梁小萍自撰奥林匹亚回文史诗书法艺术》屏风系列展览”。澳洲新南威尔士州议会大厦[18]

- 2007年，新南威尔士州议会藏品——梁小萍书法作品《虹》揭幕仪式。新州议会上议院议长梅雷迪思·伯格曼（Meredith Burgmann）和下议院议长约翰·阿基利纳（John Aquilina）主礼，前新州首席大法官劳伦斯爵士（英语：Laurence Street）（Sir Laurence Street），和中国驻悉尼总领事邱绍芳等各界人士出席。悉尼议会大厦[5][19]

- 2004年6月，纽省议会首个中国书法展“管颂——梁小萍从艺四十周年暨师生水墨作品展览”。澳洲的亚洲艺术权威Edmund Capon主礼。悉尼议会大厦 [20][6]

- 1999年，“世纪神韵——梁小萍书法艺术展览”。澳大利亚悉尼维多利亚女皇大厦艺术馆 [6]

- 1998年5月，“觉之唤——梁小萍书法展”。中国书法家协会、澳大利亚书法协会和中国国际文化传播中心联合主办。中国美术馆[21][22][23]

- 1996年，个人展览以及大型即席挥毫。美国斯坦福大学（3.65米×1.66米）[24][25]

- 1996年，“梁小萍书法大观”。悉尼维多利亚女皇大厦艺术馆 (Queen Victoria Building Quadrivium Art Gallery)。 [26]澳大利亚新南威尔士州立艺术馆收藏梁小萍展品草书《心经》[27][28]

## 学术活动
- 开创新南威尔士大学美术学院中国水墨课程[29]
- 开创新南威尔士大学中国书法积分必修课程[8]
- 2010年，悉尼音乐学院和悉尼大学孔子学院联合举办“梁小萍书法艺术及思想”国际书法艺术研讨会、即席挥毫和工作坊，悉尼音乐学院[15]
- 1998年，中国书法家协会和中国国际文化传播中心主办“梁小萍书法艺术研讨会”，中国北京王府井象白厅[22]
- 1996年，美国斯坦福大学讲学[25]
- 1995年，澳洲怀特利艺术纪念馆（页面存档备份，存于）讲学与即席挥毫[24][30]
- 1995年，新南威尔斯州立艺术馆讲学与即席挥毫[24][30]
- 1995年，澳洲SBS国家民族电视台制作梁小萍书法艺术专辑[24]
- 1992年、1994年、1995年、1996年，由澳洲政府主办的第一、三、四、五届的东方书法比赛中受委托负责策划、组织比赛赛事和展览，并在前三次赛事中出任主评判[24]
- 1991年，开创澳洲第一所书画研习学校[24]

## 代表作
诗联代表作
- 奥林匹亚回文长联（384字）
- 奥林匹亚回文史诗（520字）
- 对称篆字回文诗组
- 步原韵兼步其首字为韵并作奉和回文诗
- 霸王悲歌（千字咏史诗）
- 春回秋转——回文诗组
- 冬往夏来——回文诗组
- 澄流漱玉——水石对联系列
- 长河日圆——古诗系列
- 长歌摇廓——词系列

书法代表作

- 《冲天之飞》——澳大利亚联邦国会大厦个展点题之作（1.2米×1.5米×4帧 油画布 丙烯颜料 清漆）
- 《天雨宝华》——篆、隶、楷、行、草五体传统书法《心经》作品（5米×1.8米×5帧）
- 《奥运史诗》——2008年澳洲送给北京奥运国礼纸本原作，内含现代和传统两大书法艺术系列。其自撰书写内文384字《奥林匹亚回文长联》未见于史料[31]
- 《诗书奇趣》——篆字对称回文诗系列。此作品中自撰诗文和书法艺术未见于史料[31]。所用文字均为左右对称的篆字，故每行书写的回文诗句，从正向反向、从上向下或从下向上，均为诗句。故有机玻璃上展现该作品，可形成正面和反面的完整艺术效果。（天发神谶碑体 1.35×0.65米×3帧 宣纸 墨）
- 《日月恒长》——四帧甲骨文和狂草组成的现代书法作品，书写内容为作者自撰回文对联（1米×1.5米×4帧 油画布 丙烯颜料 清漆）
- 《长笑百年》——狂草现代书法横幅巨作，书写内容容为作者自撰回文对联：（正向）“长笑百年年日好，远观千夕夕阳红”。（反向）“红阳夕夕千观远，好日年年百笑长”（1.2米×10.5米 油画布 丙烯颜料 清漆）
- 《春回秋转》——可作一幅独立书法巨作；亦可分作六幅现代抽象画系列和六幅自撰七绝回文简牍传统书法系列；或十二幅独立作品（2.29米×6.12米 油画布 丙烯颜料 清漆）
- 《历史长廊》——包括21款《千字文》系列，并由该每款22幅作品中抽取4幅，按字体的历史时间顺序排列，而组成该庞大作品。该21款《千字文》包括：《梁小萍书甲骨文千字文》、《梁小萍书毛公鼎千字文》、《梁小萍书石鼓文千字文》、《梁小萍书简牍千字文》、《梁小萍书章草千字文》、《梁小萍书石门颂千字文》、《梁小萍书礼器碑千字文》、《梁小萍书华山碑千字文》、《梁小萍书天发神谶碑千字文》、《梁小萍书王羲之行书千字文》、《梁小萍书王羲之草书千字文》、《梁小萍书爨宝子千字文》、《梁小萍书好大王碑千字文》、《梁小萍书张猛龙千字文》、《梁小萍书张玄墓志千字文》、《梁小萍书褚遂良楷书千字文》、《梁小萍书颜真卿行书千字文》、《梁小萍书怀素草书千字文》、《梁小萍书米芾行书千字文》、《梁小萍书王铎行书千字文》、《梁小萍草书千字文》（每帧1.35米×0.35米）。梁小萍的21款《千字文》，创造了《千字文》的书写历史记录[32]。

## 著作
- 2014 	《梁小萍诗与书法艺术与演绎冲天之飞—澳洲国会展览庆典纪念册》（中、英文）
- 2014 	《梁小萍诗联书法艺术丛书—千字文书法艺术系列（卷一）梁小萍书大草千字文》 （中、英文）主编：石广涞，书艺出版社，ISBN 979-988-78514-7-9，2014年9月出版
- 2014    《梁小萍诗联书法艺术丛书—千字文书法艺术系列（卷二）梁小萍书简牍千字文》 （中、英文）主编：石广涞，书艺出版社，ISBN 979-988-78514-6-2，2014年9月出版
- 2012	《梁小萍·诗联书法艺术与演绎墨醉天涯―香江之旅》（中、英文）编辑：李豫修，书艺出版社，ISBN 978-988-15827-1-3，2012年12月出版
- 2008	《澳大利亚人民献给二ＯＯ八年北京奥运–梁小萍奥林匹亚回文史诗书法艺术塔形系列》（中、英、法文）[16][17]
- 2008 	《新世纪礼赞―梁小萍奥林匹亚回文史诗师生书法艺术》（中文）
- 1999 	《中国书法》―新南威尔士大学教科书（第一本英文书法大学教科书）作者梁小萍，新南威尔士大学中文及印尼文系出版[33]
- 1999 	《般若花―梁小萍十二尺五帧五体心经书法作品集》（中、英、日、韩文）[34]
- 1997 	《梁小萍书法艺术》作品集（中、英文）作者梁小萍[35]